# Tatjana Borissowna Kirillowa
Tatjana Borissowna Kirillowa (russisch Татьяна Борисовна Кириллова; gebürtig Bondarewa) ist eine ehemalige sowjetisch-russische Skilangläuferin.

## Werdegang
Kirillowa hatte ihren ersten internationalen Erfolge bei den Junioren-Skiweltmeisterschaften 1986 in Lake Placid. Dort wurde sie Fünfte über 5 km und gewann Silber mit der Staffel. In der Saison 1986/87 holte sie in Kawgolowo mit Platz zehn über 10 km klassisch ihre ersten Weltcuppunkte und bei den Junioren-Skiweltmeisterschaften 1987 in Asiago jeweils Gold mit der Staffel und über 5 km. Im folgenden Jahr gewann sie bei den Junioren-Skiweltmeisterschaften in Saalfelden am Steinernen Meer mit der Staffel die Silbermedaille und über 5 km erneut die Goldmedaille. In der Saison 1988/89 kam sie mit drei Platzierungen in den Punkterängen auf den 29. Platz im Gesamtweltcup. Beim Saisonhöhepunkt, den Nordischen Skiweltmeisterschaften 1989 in Lahti, errang sie den 11. Platz über 15 km klassisch. In der folgenden Saison erreichte sie mit dem 27. Platz im Gesamtweltcup ihre beste Gesamtplatzierung. Ihre letzten Weltcuppunkte holte sie im Januar 1993 in Kawgolowo mit dem 27. Platz über 30 km klassisch.